# Tomonaga Sinicsiró
Tomonaga Sinicsiró (朝永 振一郎, nyugaton Sin-Itiro Tomonaga vagy Shinichirō Tomonaga) (Tokió, 1906. március 31. – Tokió, 1979. július 8.) japán fizikus, a kvantum-elektrodinamika egyik atyja, amiért 1965-ben megosztva fizikai Nobel-díjat kapott Richard Feynmannal és Julian Schwingerrel.

## Családja
1906-ban született Tokióban szülei legidősebb fiaként. Apja Tomonaga Szandzsúró, anyja Tomonaga Hide volt. Családja 1913-ban Kiotóba költözött, amikor apját kinevezték a filozófia professzorává a Kiotói Császári Egyetemre.
1940-ben vette feleségül Szekigusi Rjókót, a Tokió Fővárosi Obszervatórium igazgatójának lányát. Két fiuk született, Acusi és Makoto, valamint egy lányuk. Lányuk 1965-ben ment feleségül dr. Nagasimához, a Rochesteri Egyetem Fizika Tanszékének tudományos munkatársához.

## Életrajza
Tomonaga az egyetemet (bakkalaureátus) Kiotóban végezte el 1929-ben, ahol egyik bensőséges barátja Jukava Hideki volt. Három évig még az egyetemen dolgozott, majd a Tokiói Fizikai és Kémiai Kutatóintézet tudományos munkatársa lett dr. Nisina Josio alatt. Itt kezdett dolgozni a kvantumelektrodinamikán, itt írta cikkét a fotoelektromos párkeltésről.
Az 1937-39-ben Lipcsében dolgozott Werner Heisenberg csoportjával együttműködve. Itt írt cikkét ("Innere Reibung und Wärmeleitfähigkeit der Kernmaterie") fogadta el a Tokiói Császári Egyetem 1939 decemberében mint doktori téziseit. 1940-ben figyelme a mezonelmélet felé fordult, hogy megmagyarázza a nukleonok körüli mezonfelhőt. 1941-be a Tokiói Bunrika Egyetem fizikaprofesszora lett. 1942-ben elsőként megfogalmazta a kvantumtérelmélet kovariáns formalizmusát, azaz összhangba hozta a kvantumtérelméletet a speciális relativitáselmélettel. A háború alatt a mikrohullámú rendszerek elméletén is dolgozott, megoldotta az elektronok mozgását a magnetronban, és egyesített elméletet dolgozott ki a hullámvezetőket és üregrezonátorokat tartalmazó rendszerekre.
A háború után visszatért az alapkutatásokhoz és megoldotta a kvantumtérelmélet divergenciáinak kezelését a tömeg és a töltés végtelennek választásával, kovariáns formában kidolgozta a renormálás technikáját. 1949-ben meghívták Princetonba, az Institute for Advanced Studyra, ahol egydimenziós fermionrendszereket tanulmányozott. Ezen keresztül kidolgozta a kvantummechanikai soktestproblémát és 1955-ben publikálta a kvantummechanikai kollektív mozgás elemi elméletét. 1955-ben megalapította az Institute for Nuclear Studyt a Tokiói Egyetemen, 1956-tól 1962-ig elnöke volt a Tokiói Oktatási Egyetemnek, 1963-ban elnöke lett a Japán Tudományos Tanácsnak.
Publikációi kiterjedtek a kvantum-elektrodinamika, a mezonelmélet, a magfizika, a kozmikus sugárzás és sokrészecske-probléma területeire. A kvantum-elektrodinamika kidolgozásáért 1965-ben kapta meg a fizikai Nobel-díjat Julian Schwingerrel és Richard Feynmannal megosztva.